# Шаббір Мухаммад
Шаббір Мухаммад (3 березня 1978) — пакистанський хокеїст на траві. Грав за клуб ВАПДА з Лахора. Увійшов до складу збірної Пакистану на літніх Олімпійських іграх 2004 в Афінах, де вона посіла 5-те місце. Грав на позиції нападника, зіграв 7 матчів і забив 2 голи (по одному у ворота збірних Великої Британії та Індії).